# Red Star FC (Seychelles)
El Red Star FC, también nombrado Red Star Anse-aux-Pins FC, fue un equipo de fútbol de Seychelles que jugó en el Campeonato seychelense de fútbol, la primera categoría de fútbol en el país.

## Historia
Fue fundado en el año 1993 en la ciudad de Anse-aux-Pins tras la separación del antiguo club Anse-aux-Pins FC en el Red Star y St Michel United FC cuando finalizó el periodo de regionalización existente en el fútbol de Seychelles entre 1982 y 1993.
Han ganado el Campeonato seychelense de fútbol en 2 ocasiones, aunque su última temporada en la máxima categoría ha sido la del 2007, año en el que descendieron. También han sido campeones de copa en diez ocasiones en diversas copas de fútbol en el país.
A nivel internacional participó en 6 torneos continentales, donde su mejor participación fue en la Recopa Africana 1997, en la cual fueron eliminados en la segunda ronda por el SS Saint-Louisienne de las Islas Reunión.
El club desaparece en 2017 luego de que se fusiona con el Seychelles Peoples Defence Force FC para dar origen al Red Star Defence Forces FC.

## Palmarés
- Campeonato seychelense de fútbol: 2

1998, 2001
- Copa de Seychelles: 4

1995, 1996, 1999, 2004
- Copa Presidente de Seychelles: 4

1994, 1995, 1999, 2004
- Copa de la Liga de Seychelles: 2

2005, 2006

## Participación en competiciones de la CAF
| Temporada | Torneo                       | Ronda      | Club                | Casa  | Visita | Global      |
| --------- | ---------------------------- | ---------- | ------------------- | ----- | ------ | ----------- |
| 1996      | Recopa Africana              | Preliminar | SS Saint-Louisienne | 0-0   | 1-2    | 1-2         |
| 1997      | Recopa Africana              | Preliminar | Club 'S' Namakia    | w.o.1 | w.o.1  | w.o.1       |
| 1997      | Recopa Africana              | 1          | Maxaquene           | w.o.2 | w.o.2  | w.o.2       |
| 1997      | Recopa Africana              | 2          | SS Saint-Louisienne | 0-2   | 0-3    | 0-5         |
| 1999      | Liga de Campeones de la CAF  | Preliminar | SS Saint-Louisienne | 0-4   | 0-2    | 0-6         |
| 2000      | Recopa Africana              | Preliminar | FC Djivan           | 0-0   | 0-0    | 0-0 (0-2 p) |
| 2002      | Liga de Campeones de la CAF  | Preliminar | Simba SC            | 0-1   | 0-3    | 0-4         |
| 2005      | Copa Confederación de la CAF | Preliminar | Savanne SC          | 4-0   | 0-2    | 4-2         |
| 2005      | Copa Confederación de la CAF | 1          | Supersport United   | 1-4   | 0-9    | 1-13        |

1- Club S Namakia abandonó el torneo.

2- Maxaquene abandonó el torneo.